# کانتون‌های بولیوی
کانتون‌های بولیوی (به انگلیسی: Cantons of Bolivia) در سطح اداری پایین‌تر از شهرداری‌های بولیوی قرار دارند. بولیوی دارای ۱۳۷۴ کانتون است.